# Prezydenci Surinamu

## Lista prezydentów Surinamu
| Osoba | Osoba   | Osoba                             | Kadencja          | Kadencja         | Partia polityczna |
| #     | Portret | Imię i nazwisko                   | Od                | Do               | Partia polityczna |
| ----- | ------- | --------------------------------- | ----------------- | ---------------- | ----------------- |
| 1     |         | Johan Ferrier (1910–2010)         | 25 listopada 1975 | 13 sierpnia 1980 | bezpartyjny       |
| 2     |         | Hendrick Chin A Sen (1934–1999)   | 15 sierpnia 1980  | 4 lutego 1982    | PNR               |
| 3     |         | Fred Ramdat Misier (1926–2004)    | 8 lutego 1982     | 25 stycznia 1988 | bezpartyjny       |
| 4     |         | Ramsewak Shankar (1937–)          | 25 stycznia 1988  | 24 grudnia 1990  | VHP               |
| 5     |         | Johan Kraag (1913–1996)           | 29 grudnia 1990   | 16 września 1991 | NPS               |
| 6     |         | Ronald Venetiaan (1936–)          | 16 września 1991  | 15 września 1996 | NPS               |
| 7     |         | Jules Wijdenbosch (1941–2025)     | 15 września 1996  | 12 sierpnia 2000 | NDP               |
| (6)   |         | Ronald Venetiaan (1936–)          | 12 sierpnia 2000  | 12 sierpnia 2010 | NPS               |
| 8     |         | Dési Bouterse (1945–2024)         | 12 sierpnia 2010  | 16 lipca 2020    | NDP               |
| 9     |         | Chan Santokhi (1959–)             | 16 lipca 2020     | 16 lipca 2025    | VHP               |
| 10    |         | Jennifer Geerlings-Simons (1953–) | 16 lipca 2025     | nadal            | NDP               |